# Горки (місто Ногінськ)
Го́рки (рос. Горки) — присілок у складі Богородського міського округу Московської області, Росія.

## Населення
Населення — 497 осіб (2010; 527 у 2002).
Національний склад (станом на 2002 рік):
- росіяни — 99 %